# Likhi
|  | Aquest article tracta sobre la serralada de Geòrgia. Vegeu-ne altres significats a «Principat de Likhi». |

Likhi són una cadena de muntanyes que divideixen Geòrgia en dues parts: occidental i Oriental. La part occidental fou anomenada successivament Còlquida, Ègrissi, Làzica, Abkhàzia i Imerècia. La part oriental la formaven el Kartli i la Kakhètia.